# Torralba (Sardenya)
Torralba (en sard, Turàlva) és un municipi italià, dins de la província de Sàsser. L'any 2007 tenia 1.022 habitants. Es troba a la regió de Meilogu. Limita amb els municipis de Bonnanaro, Bonorva, Borutta, Cheremule, Giave i Mores. Al seu territori es troba el jaciment de Nuraghe Santu Antine, el millor conservat de Sardenya.

## Administració
| Període | Identitat           | Partit        |
| ------- | ------------------- | ------------- |
| 2006-   | Giovanni Maria Uras | Llista cívica |